# Cattedrale di San Donato (Umbriatico)
L'ex cattedrale di San Donato è il principale luogo di culto cattolico situato a Umbriatico, in provincia di Crotone; già cattedrale della diocesi di Umbriatico fino alla definitiva soppressione avvenuta il 27 giugno 1818 e il suo successivo trasferimento alla sede vescovile di Cariati, è attualmente sede dell'omonima parrocchia appartenente all'arcidiocesi di Crotone-Santa Severina.

## Storia
Struttura architettonica più importante della cittadina, venne costruita verso la fine della dominazione bizantina (1030-1040) sopra una preesistente cripta. L'ex cattedrale, un tempo intitolata all'Assunta, oggi è dedicata a san Donato, vescovo di Arezzo e martire della Chiesa cattolica, nonché compatrono della comunità. Il cambio di dedicazione della chiesa fu probabilmente dovuto all'arrivo di una reliquia del santo, tuttora conservata nella chiesa assieme a una statua argentea dello stesso.
Nel corso dei secoli subì diversi rifacimenti e restauri: i più notevoli furono eseguiti nel 1610 dal vescovo Paolo Emilio Sammarco che fece assumere alla cattedrale l'aspetto barocco; fu poi potenziato nel 1701 dal vescovo Bartolomeo Olivieri, nel 1725 dal vescovo Francesco Maria Loyero che eseguì lavori di così vasta portata che riconsacrò la cattedrale e l'altare settecentesco. Nella prima metà dell'Ottocento il vescovo cariatese Nicola Golia fece restaurare la facciata, come fece infine anche il vescovo Eugenio Raffaele Faggiano nel 1949. Il tempio però fu denudato (venne smontato l'antico organo, il monumentale altare centrale, il pergamo e il coro con i 26 stalli lignei, fu demolito il fonte battesimale e tutti gli altari lungo le navate laterali), con grande sconcerto della popolazione di Umbriatico, e la chiesa fu riportata alla sua originaria struttura architettonica di epoca normanna.

## Struttura
La chiesa sorge nel pieno centro storico del borgo e apre il suo portale principale con stipiti in pietra preceduto da una gradinata a semicerchio. Alla sinistra del frontone s'innalza la torre campanaria terminante a cuspide e il portale laterale in pietra tufacea che reca l'iscrizione P.S. Aem S. Samarcus rossa S. PP. S. Umb. S. Anno D. MDCX. L'interno è a pianta basilicale con l'assoluta nudità architettonica.
La cripta, divenuta una chiesa ipogea dopo la costruzione della cattedrale nell'XI secolo, doveva essere secondo alcuni la primitiva chiesa bizantina del X secolo; secondo altri, invece, un tempio greco pagano. Si tratta di un modesto edificio in stile romanico a pianta rettangolare di 20×7 metri; è divisa in tre navate da due file di colonne – in tutto 12 – tutte più o meno l'una diversa dall’altra, anche nel capitello e nel basamento, sulle quali poggiano le 18 arcate costituenti la volta a crociera; si ritiene che le colonne fossero state recuperate da altri templi pagani greci o romani come il tempio di Apollo Aleo di Krimisa. Sulla cripta si sviluppa il transetto della chiesa, caratterizzato da quattro archi a tutto sesto.
Per quanto riguarda la data di fondazione della cattedrale di Umbriatico si ritiene sia coeva a quella di Santa Severina, come è testimoniato dai materiali usati, dalla manodopera e dai due mattoni reperiti dall'arciprete Vespasiano Arcuri; durante i lavori di restauro del 1959, vennero murati nella navata maggiore: il primo mattone riporta una scritta in greco che, riferita alla chiesa, indica che «il tempio fu costruito da Teodoro Vescovo» (primo vescovo di Umbriatico nella prima metà dell'XI secolo); il secondo mattone riporta, invece, il sigillo di «Lucio Novio Ele» (cioè Eleato), probabilmente colui che produsse i mattoni, gli stessi impiegati anche per la costruzione della cattedrale di Santa Severina, consacrata nel 1036. Quindi, la cattedrale umbriaticese può essere datata intorno alla prima metà dell'XI secolo e comunque tra il 1030 e il 1040.
All'interno della chiesa, che si presenta a tre navate con archi lievemente acuti e sormontate da monofore, si ricordano l'altare maggiore in marmi policromi di stile barocco, le lapidi sepolcrali di alcuni vescovi titolari di questa sede diocesana, le reliquie di san Gregorio Papa e di altri santi, alcuni frammenti della veste di Cristo e il reliquiario della Sacra Spina.